# Erzsébet Jurik
Erzsébet Jurik née Heirits (Cluj, 7 november 1938) is een Hongaars voormalig tafeltennisster.

## Belangrijkste resultaten
- Goud met het team op de Europese kampioenschappen 1966.
- Goud in het vrouwen dubbelspel op de Europese kampioenschappen 1966 met Éva Földy.
- Zilver in het enkelspel op de Europese kampioenschappen 1964.
- Zilver met het team op de Europese kampioenschappen 1964.
- Brons in het gemengd dubbelspel op de Europese kampioenschappen 1964 met János Faházi.
- Brons met het team op de wereldkampioenschappen 1963.
- Brons met het team op de wereldkampioenschappen 1967.
- Brons in het vrouwen dubbelspel op de wereldkampioenschappen 1967 met Éva Földy.